# Alessandro Bottone di San Giuseppe
Alessandro Bottone di San Giuseppe (Gassino, 24 maggio 1799 – Leini, 17 gennaio 1858) è stato un politico italiano.

## Biografia
Carbonaro e massone, fu Deputato del Regno di Sardegna in cinque differenti legislature, fino alla sua morte, il 17 gennaio 1858.